# Traianos Dellas
Traianos Dellas (grekiska: Τραιανός Λέλλας), född 31 januari 1976 i Thessaloníki, är en grekisk fotbollstränare och före detta spelare. Under karriären var han bland annat med i det grekiska landslag som vann guld i EM 2004.

## Spelarkarriär

### Klubblag
Dellas växte upp i Thessaloníki och började spela i det lokala laget Aris 1987. 1993 flyttades han upp till A-truppen, men blev snart utlånad till Panserraikos. Han kom tillbaka till Aris och gjorde 21 ligamatcher innan sin första utlandsflytt, till engelska Sheffield United som köpte honom för 300 000 pund.
I Sheffield United är han mest ihågkommen för en match mot Tranmere Rovers. Sheffield United låg under med 2-0 och när Dellas byttes in gjorde han två mål, det vände matchen och Sheffield vann med 3-2. Han gjorde bara ett mål till i Sheffield United, ett fantastiskt skott från drygt 27 meter i en match mot Portsmouth.
1999 återvände Dellas till Grekland, men nu till AEK Aten. Under sin första säsong med klubben vann de Grekiska cupen. AEK kom dessutom tvåa i ligan. 2001 skrev han på för italienska Perugia men gjorde bara åtta matcher innan han gick till Roma på en free transfer 2002. I Roma spelade han 44 matcher i Serie A och gjorde två mål.
Under sommaren 2005 återvände Dellas till AEK Aten, där han så småningom blev lagkapten. 23 juli 2008 enades dock Dellas och AEK om att bryta kontraktet. Redan dagen efter blev Dellas klar för cypriotiska Anorthosis Famagusta. Anorthosis spelade samma säsong i Champions League i en grupp med Panathinaikos, Inter och Werder Bremen, där man dock slutade sist.
5 juni 2010 återvände Dellas än en gång till AEK Aten, där han efter två säsonger avslutade karriären.

### Landslag
Traianos Dellas gjorde debut för Greklands landslag i april 2001 i en match mot Kroatien. Under Greklands sensationella vinst i EM 2004 spelade Dellas i mittförsvaret med Michalis Kapsis. I semifinalen mot Tjeckien gjorde Dellas matchens enda mål i 105:e matchminuten och skickade därmed Grekland till final. Han blev även uttagen i "allstar-laget" i turneringen. Han var även med i Greklands trupp till EM 2008, där Grekland slutade sist i gruppen efter noll poäng och endast 1 gjort mål.

## Tränarkarriär
10 april 2013 blev Dellas klar som ny tränare för AEK Aten då han ersatte Ewald Lienen.

## Meriter

### Som spelare
AEK Aten
- Grekiska cupen: 2000, 2011

Grekland
- EM: 2004

### Som tränare
AEK Aten
- Grekiska Fotbollsligan 2: 2014